# Jodocus Mattenklodt
Jodocus Mattenklodt (* im 17. Jahrhundert in Geseke; † 1698) war ein deutscher Geschichtsschreiber und Augustinerpater. 

## Leben
Mattenklodt, Enkel des Richters Hermann Mattenklodt, stammte aus einer Geseker Honoratiorenfamilie und gilt als der älteste Geschichtsschreiber der Stadt. Als junger Mann trat er in das Paderborner Kloster Böddeken ein. Der Augustiner-Chorherr schrieb in zehn Kapiteln das auf, was er an älteren Nachrichten über Geseke und andere westfälische Städte, wie zum Beispiel Paderborn, Rüthen, Soest und Brilon, gefunden hatte, aber auch Ereignisse seiner Lebenszeit hielt er als Chronist fest. Seine Geschichte der Stadt Geseke blieb unvollendet, da er von seiner Arbeit zu einer wichtigen seelsorgerischen Aufgabe nach Unna abberufen wurde.
Mattenklodt schrieb in lateinischer Sprache, die er offenbar sehr schätzte. Seine geschichtlichen bzw. chronistischen Texte schmückte er entsprechend mit vielen lateinischen Gedichten, Epigrammen.  Die eigene Urheberschaft seiner Dichtung suchte der Geschichtsschreiber zu verschleiern, indem er zum Beispiel Hadrianus Junius als Autor vorgab.